# 鄧伊婷
鄧伊婷（Irina Tang Yee Ting，1990年1月27日—），2020年3月15日之前使用藝名鄧以婷，原名鄧議婷，香港女模特兒及演員，是前香港女子組合Super Gear成員之一，其姑姑亦為藝人夏文汐，現為無綫電視經理人合約女藝員。

## 經歷
鄧以婷曾就讀勵志會梁李秀娛紀念小學和衛理中學，在校時成績優異。
2014年1月初，由鄧議婷首次更改藝名為鄧以婷。
2016年參選「大閘蟹小姐競選」。
2020年3月中，由鄧以婷再次更改藝名為鄧伊婷。
2021年8月底開始，鄧伊婷由無綫電視基本藝人合約轉簽經理人合約藝員，9月再次更改回基本藝人之合約。
2022年8月開始，鄧伊婷再由無綫電視基本藝人合約轉為經理人合約藝員。

## 演出作品

### 電影
| 首映   | 戲名           | 角色       |
| 2014年 | 《奇緣灰姑娘》 | 外賣妹     |
| 2015年 | 《踏血尋梅》   | 被兜搭少女 |
| 2016年 | 《施壓者》     |            |

### 電視劇
| 首播     | 劇名                      | 角色                        |
| 無綫電視 |                           |                             |
| 2016年   | 《幕後玩家》              | 面試者                      |
| 2017年   | 《乘勝狙擊》              | 丁權妹                      |
| 2017年   | 《同盟》                  | 柳澤成助理（第5、17、18集） |
| 2017年   | 《溏心風暴3》             | 寶怡 (第7、8集)             |
| 2017年   | 《誇世代》                | 辣妹（第6集）               |
| 2018年   | 《三個女人一個「因」》    | 市民初戀 Kiki（第11集）     |
| 2018年   | 《果欄中的江湖大嫂》      | Gigi（第28集）              |
| 2018年   | 《兄弟》                  | Connie（第4-5集）           |
| 2017年   | 《愛·回家之開心速遞》     | 記者（第13-14集） Latte     |
| 2019年   | 《白色強人》              | 舞娘（第13集）              |
| 2019年   | 《十二傳說》              | 易亞男                      |
| 2019年   | 《金宵大廈》              | 索女（第14集）              |
| 2020年   | 《黃金有罪》              | Lulu                        |
| 2020年   | 《迷網》                  | Brenda                      |
| 2020年   | 《C9特工》                | Kennis（第1集）             |
| 2020年   | 《踩過界II》              | 律師                        |
| 2021年   | 《陀槍師姐2021》          | 美女                        |
| 2021年   | 《伙記辦大事》            | Suki                        |
| 2021年   | 《十月初五的月光》        | Elaine                      |
| 2021年   | 《拳王》                  | 菲                          |
| 2021年   | 《愛上我的衰神》          | 使者（第1、5、9、10集）     |
| 2022年   | 《金宵大廈2》             | 朝霞（第5集）               |
| 2022年   | 《十八年後的終極告白2.0》 | 李明欣                      |
| 2022年   | 《童時愛上你》            | 盧芝（Gigi）                |
| 2022年   | 《白色強人II》            | 廖凱欣                      |
| 2022年   | 《法證先鋒V》             | 高愷愷                      |
| 2023年   | 《隱形戰隊》              | 船家妻（第10集）            |
| 2023年   | 《破毒強人》              | 富二代                      |
| 2024年   | 《旁觀者》                | Ashley                      |
| 2024年   | 《飛常日誌》              | 梁綺婷                      |
| 2024年   | 《狀王之王》              | 林惠敏                      |
| 2025年   | 《奪命提示》              | 馬美玲                      |
| 2025年   | 《虛擬情人》              | 歐陽潔伊                    |

### 電視節目
| 播出年份    | 節目名                     | 備註                        |
| 無綫電視    |                            |                             |
| 2016年      | 《姊妹淘》                 | 嘉賓                        |
| 2016年      | 《街坊廚神舌戰東京》       | 助手                        |
| 2016-2022年 | 《安樂蝸》                 | 主持                        |
| 2016-2022年 | 《3日2夜》（第二輯）       | 第15-19集主持               |
| 2018-2019年 | 《今期流行》               | 主持                        |
| 2018-2020年 | 《搵食飯團》               |                             |
| 2018-2021年 | 《港生活·港享受》          | 主持                        |
| 2019年      | 《大灣區 活好D》           |                             |
| 2019年      | 《3日2夜》（第三輯）       | 第19-20集；與阮嘉敏一同主持 |
| 2019年      | 《眼睛去旅行》             |                             |
| 2021年      | 《代溝關注組》             |                             |
| 2021年      | 《開心大綜藝之暑假玩到盡》 |                             |
| 陳學翰電視  |                            |                             |
| 2018-2019年 | 《落丞落後》               | 主持                        |
| 2018-2020年 | 《Train Play天地》         | 主持                        |
| 2021年      | 《德丞而至》               | 主持                        |

### 網上節目
| 播出年份          | 節目名                             | 備註          |
| B.Duck Television |                                    |               |
| 2017年            | 《比堅尼拯救隊》                   | 主持          |
| 2017年            | 《美女廚房》                       | 第2集主持助手 |
| 2017年            | 《Godlike Girls 傳說女神育成計劃》 |               |

## 廣告代言
- Emmanglebeauty
- 永華堂冬草夏草膠囊
- 富昌金融
- 助助身茶
- 藍星戰記
- TimTam朱古力
- Go Japan
- 琥珀美容
- Disneyland
- Owell 乾衣袋

## 外部連結
- 鄧伊婷的Facebook專頁
- 鄧伊婷的Instagram帳戶
- 鄧伊婷的新浪微博
- 鄧伊婷在香港影庫上的簡介
- 鄧以婷 Tang Yee Ting - TVB藝人資料 - tvb.com （页面存档备份，存于）